# Joan M. Hussey
Joan Mervyn Hussey (Trowbridge, Wiltshire, 5 de junio de 1907-Virginia Water, Surrey, Reino Unido, 20 de febrero de 2006) fue una historiadora bizantina británica.

## Biografía
Hussey fue educada privadamente en su hogar, en la escuela secundaria Trowbridge para niñas (actualmente Escuela Juan de Gante) y en el Liceo Victor Duruy en París. Luego estudió en el St Hugh's College, Oxford, graduándose con un bachillerato y maestría en Historia Moderna en 1925. Después de un período de tutoría a cargo del filósofo escocés William David Ross, Hussey se mudó a la Universidad de Londres, y en 1935 completó un doctorado supervisado por el historiador Norman H. Baynes.
Durante su retiro fue recibida en la Iglesia católica por el teólogo jesuita John Coventry.
Entre 1937 y 1943, ejerció como profesora asistente en la Universidad de Mánchester. De 1943 a 1947, fue profesora en el Bedford College de Londres. Entre 1950 y 1974, ocupó el cargo de profesora de Historia en el Royal Holloway College.

## Publicaciones
- Church & Learning in the Byzantine Empire, 867-1185 (1937)
- The Byzantine Empire in the eleventh century: some different interpretations (1950)
- Los escritos de Juan Mauropo: una nota bibliográfica (1951)
- Georg Ostrogorsky, History of the Byzantine state; tr. Joan Hussey (1956; 2.ª ed. 1968; rev. Ed. 1969)
- Nicolás Cabasilas, A commentary on the Divine Liturgy; tr. J. M. Hussey y P. A. McNulty (1960)
- The Cambridge Medieval History. Vol. IV, el Imperio bizantino; ed. J. M. Hussey (nueva edición, 1966-7)
- The Byzantine World (1957; 2.ª ed. 1961; 3.ª ed. 1967)
- Proceedings of the XIIIth International Congress of Byzantine Studies, Oxford, 5-10 de septiembre de 1966; ed. J. M. Hussey, D. Obolensky y S. Runciman (1967)
- Ascetics and Humanists in eleventh-century Byzantium (1970)
- The Finlay papers (1973)
- Hussey, Joan M. (1986). The Orthodox Church in the Byzantine Empire. Oxford: Clarendon Press.
- Kathegetria: essays presented to Joan Hussey for her 80th birthday (1988)
- The journals and letters of George Finlay ; ed. J. M. Hussey (1995)